# Дайсен (Тотторі)

35°30′39″ пн. ш. 133°29′46″ сх. д. / 35.51083° пн. ш. 133.49611° сх. д.
Дайсен (яп. 大山町) — містечко в Японії, в повіті Сайхаку префектури Тотторі.